# Ballungsraum Augsburg
|                       |                                  |
| Ballungsraum Augsburg |                                  |
|                       |                                  |
| Land                  | Bayern                           |
| Fläche:               | 1998,30 km²                      |
| Einwohner:            | 699.709                          |
| Bevölkerungsdichte:   | 342,64 Einwohner/km²             |
| Gliederung:           | 1 Kreisfreie Stadt, 2 Landkreise |

Der Ballungsraum Augsburg mit etwa 700.000 Einwohnern ist ein stark besiedelter Raum in Deutschland und bildet nach den Ballungsräumen München und Nürnberg die drittgrößte Agglomeration sowie den drittwichtigsten Wirtschaftsstandort im Freistaat Bayern. Er umfasst das Stadtgebiet Augsburg und die Landkreise Augsburg und Aichach-Friedberg, die alle Teil des Regierungsbezirkes Schwaben sind und sich zwischen München und Ulm befinden.
Dem Ballungsgebiet übergeordnet ist die Planungsregion Augsburg mit knapp 900.000 Einwohnern.

## Städte und Gemeinden

### Ballungsraum
| Name                        | Verwaltungsform | Einwohner 2024 |
| --------------------------- | --------------- | -------------- |
| Stadt Augsburg              | Stadt           | 301.105        |
| Landkreis Aichach-Friedberg | Landkreis       | 136.803        |
| Landkreis Augsburg          | Landkreis       | 262.811        |
|                             | Gesamt          | 700.719        |

### Kernbereich
Quelle Einwohnerzahl: Metadaten / Stand: 31. Dez. 2022
| Name              | Verwaltungsform | Landkreis                   | Einwohner |
| ----------------- | --------------- | --------------------------- | --------- |
| Augsburg          | Stadt           | Kreisfreie Stadt            | 301.105   |
| Friedberg         | Stadt           | Landkreis Aichach-Friedberg | 29.953    |
| Königsbrunn       | Stadt           | Landkreis Augsburg          | 27.879    |
| Neusäß            | Stadt           | Landkreis Augsburg          | 22.904    |
| Gersthofen        | Stadt           | Landkreis Augsburg          | 23.427    |
| Bobingen          | Stadt           | Landkreis Augsburg          | 17.905    |
| Stadtbergen       | Stadt           | Landkreis Augsburg          | 15.649    |
| Mering            | Marktgemeinde   | Landkreis Aichach-Friedberg | 15.164    |
| Kissing           | Gemeinde        | Landkreis Aichach-Friedberg | 11.657    |
| Diedorf           | Marktgemeinde   | Landkreis Augsburg          | 10.699    |
| Langweid          | Gemeinde        | Landkreis Augsburg          | 8737      |
| Dasing            | Gemeinde        | Landkreis Aichach-Friedberg | 5838      |
| Affing            | Gemeinde        | Landkreis Aichach-Friedberg | 5575      |
| Gablingen         | Gemeinde        | Landkreis Augsburg          | 4746      |
| Gessertshausen    | Gemeinde        | Landkreis Augsburg          | 4450      |
| Merching          | Gemeinde        | Landkreis Aichach-Friedberg | 3263      |
| Aystetten         | Gemeinde        | Landkreis Augsburg          | 3095      |
| Ried              | Gemeinde        | Landkreis Aichach-Friedberg | 3234      |
| Wehringen         | Gemeinde        | Landkreis Augsburg          | 3183      |
| Rehling           | Gemeinde        | Landkreis Aichach-Friedberg | 2672      |
| Adelsried         | Gemeinde        | Landkreis Augsburg          | 2610      |
| Obergriesbach     | Gemeinde        | Landkreis Aichach-Friedberg | 2030      |
| Eurasburg         | Gemeinde        | Landkreis Aichach-Friedberg | 1838      |
| Oberottmarshausen | Gemeinde        | Landkreis Augsburg          | 1773      |
|                   |                 | Gesamt                      | 490.709   |

## Geografie

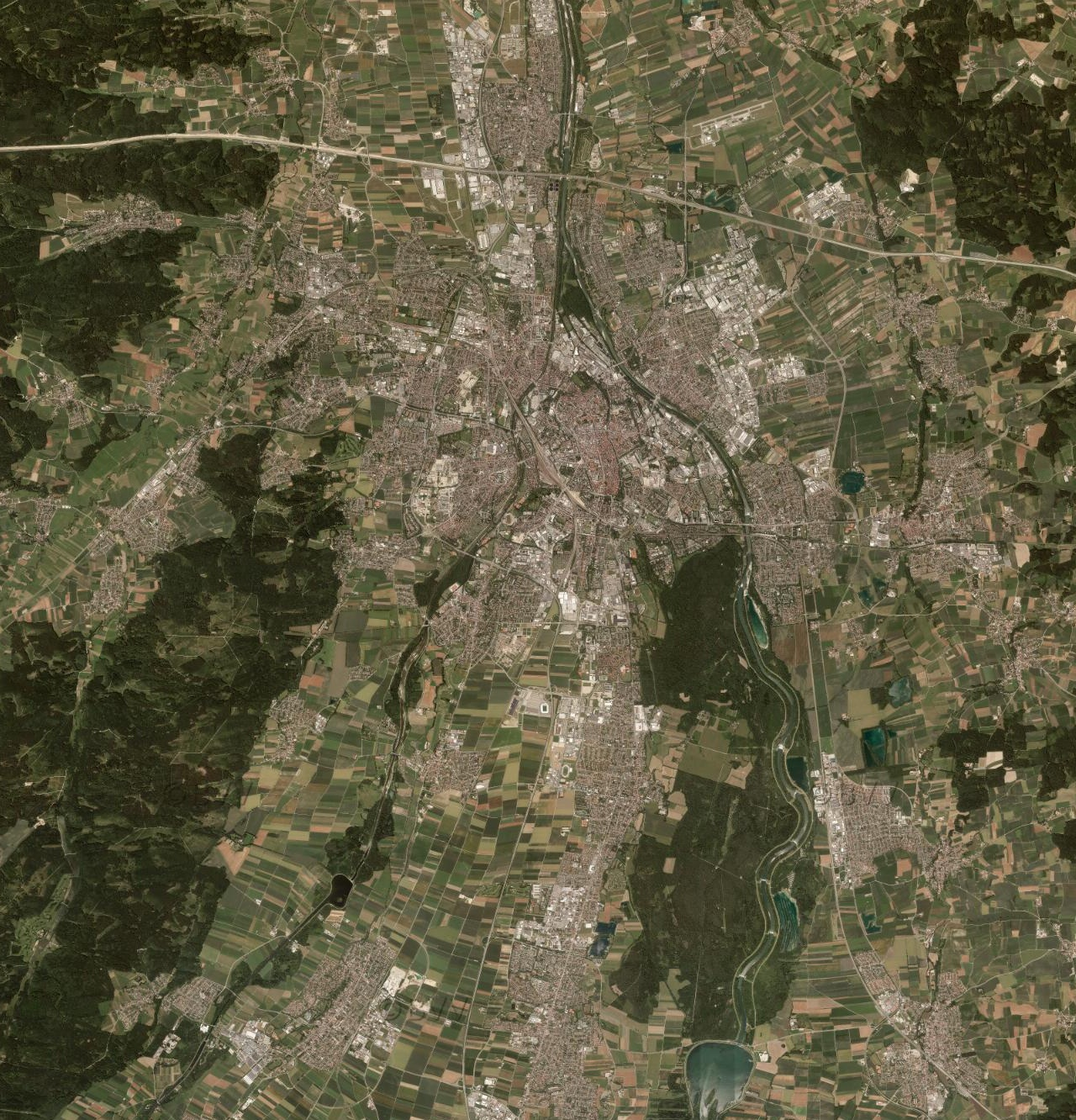
Orthophoto von Augsburg

Begrenzt wird der Ballungsraum Augsburg im Süden und Norden durch das etwa 25 Kilometer lange und bis zu 20 Kilometer breite Lechfeld, im Westen durch die Westlichen Wälder und im Osten in etwa durch die Lechleite.
Wichtigste Flüsse des Raums sind neben dem Lech die Wertach, die Schmutter und die Singold. Der Lech mündet im Norden des Ballungsraumes Augsburg in die Donau.
Die Verwaltungsgrenzen der Städte liegen direkt aneinander; eine Grenze zwischen den urbanen Siedlungsräumen ist im direkten Stadtgebiet von Augsburg nicht wahrnehmbar, da die Städte fließend ineinander übergehen.

## Struktur
Nach der 1972 abgeschlossenen Gebietsreform wurde im Mai 1978 die ehemals zu Stätzling gehörende St. Anton-Siedlung, in das Augsburger Stadtgebiet eingemeindet.
Der Ballungsraum ist zentral auf die Metropole Augsburg gerichtet. Einige im nordöstlichen Bereich liegende Gemeinden rund um Aichach sind historisch bedingt altbairisch geprägt. Daher kennzeichnet der Lech nördlich von Augsburg die Stammesgrenze zwischen Alamannen und Bajuwaren ab, während er beginnend ab Augsburg nach Süden lediglich einen sprachlichen Übergangsraum kennzeichnet, da das Stammesherzogtum Schwaben im Bereich des Lechrains bis weit östlich des Flusses reichte.

## Wirtschaft

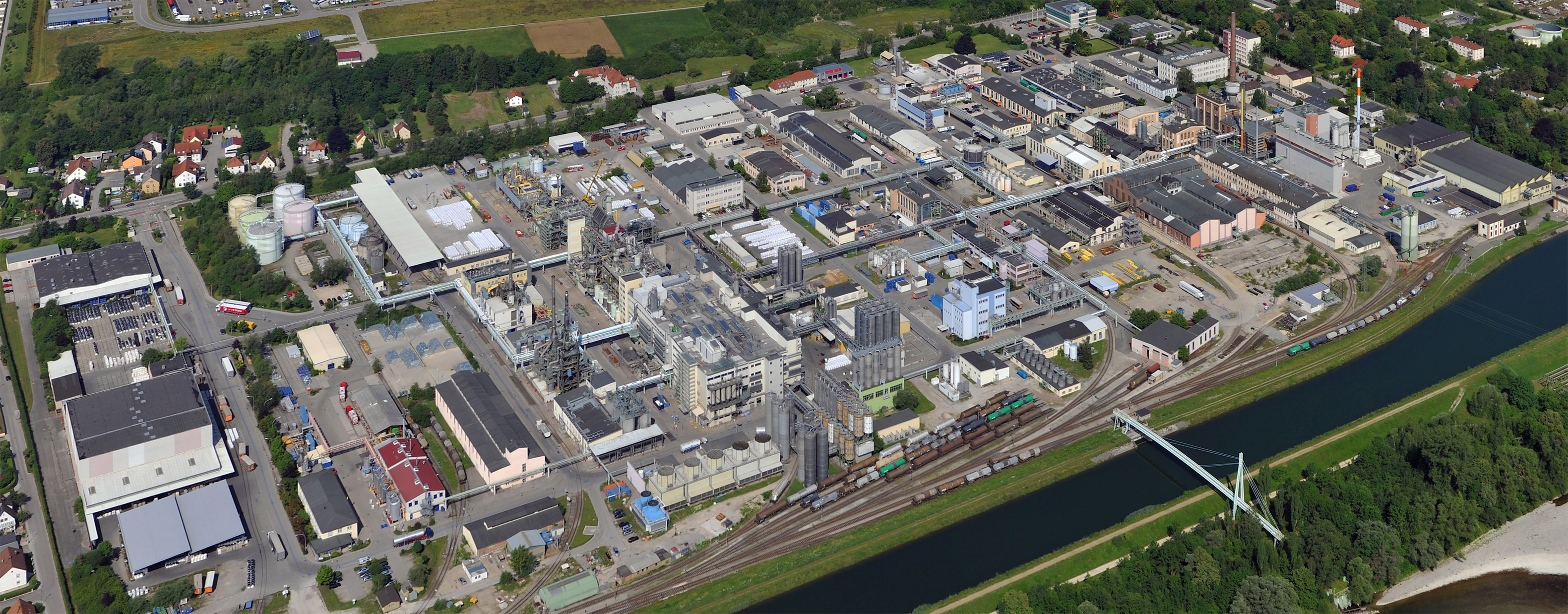
Luftaufnahme des Industrieparks Gersthofens

Die Wirtschaft im Ballungsraum Augsburg ist stark auf das produzierende Gewerbe ausgerichtet und zählt zu den bedeutendsten Industriestandorten in Süddeutschland. Die großen Industrieunternehmen sind hauptsächlich in der Stadt Augsburg und den direkt angrenzenden Gemeinden angesiedelt.
Bereits zu Beginn des Industriezeitalters haben sich bedingt durch die gute Lage an den beiden Flüssen Lech und Wertach große Industriekomplexe sowohl nördlich in Gersthofen / Langweid als auch im Süden in Bobingen angesiedelt. Nach der Jahrtausendwende entstanden mit dem ersten interkommunalen Güterverkehrszentrum im Städtedreieck Augsburg / Gersthofen / Neusäß direkt an der A 8 und B 17 große Logistikflächen. Dies führte sich mit dem Bau von weiteren großen Logistikunternehmen im Süden von Augsburg weiter fort. So ist die Logistikbranche mittlerweile nach der Produktion die wichtigste Stütze der dortigen Wirtschaft.

## Verkehr

### Luftverkehr
Im Ballungsraum liegt der Flugplatz Augsburg, der seit 2005 allerdings keinen Linienverkehr mehr hat. Eine zivile Mitbenutzung des vom Augsburger Stadtzentrum 20 km entfernt gelegenen NATO-Flugplatzes Lagerlechfeld scheiterte 2005 an zusätzlichen 15 Mio. Euro, welche die Bundeswehr für die Verlegung von Munitionsbunkern ansetzte.
Lagerlechfeld liegt an der vierstreifig ausgebauten Bundesstraße 17 und verfügt über einen Bahnhof der Bahnstrecke Bobingen–Kaufering.

### Schienenverkehr
Als Fernbahnhof des Ballungsraums dient der Augsburger Hauptbahnhof, der ICE- & IC-Station an den Strecken München-Stuttgart, München-Hamburg, München-Berlin, München-Frankfurt und München-Dortmund ist. Seit Dezember 2007 ist Paris von Augsburg aus mit den TGV in weniger als fünfeinhalb Stunden erreichbar. Augsburg war bis zur Schließung des Güterbahnhofs 2005 einer der wichtigsten Eisenbahnknoten Deutschlands. Von Augsburg aus sind europäische Metropolen wie Amsterdam, Paris und Wien umsteigefrei durch ICE, IC/EC oder Nachtzüge erreichbar. Nahezu alle  Städte und Gemeinden im Ballungsraum werden durch Regional-Express-Linien erreicht und liegen somit am ab 2012 S-Bahn-ähnlichen Schienenverkehrsnetz.
Seit 2009 ist im Dreieck Augsburg-Gersthofen-Neusäß ein modernes Güterverkehrszentrum in Betrieb gegangen, welches die Schließung des Containerbahnhofs Augsburg-Oberhausen mit sich bringen wird.

### Straßenverkehr
Wichtigste Straßen des Verdichtungsraums sind die:
- A 8 (E 52) in Richtung München und Stuttgart.
- Der Anschluss in den Süden wurde durch den autobahnähnlichen Ausbau der B 17 Ende 2009 stark verbessert.
- In den Norden wurde durch den 2006 abgeschlossenen Ausbau der  B 2 ein flüssiger Verkehrsfluss bis Donauwörth gewährt.
- Die B 10 führt nach Ulm.
- Die B 300 verläuft von Memmingen über Augsburg in Richtung Ingolstadt